# Quartier de l'Europe

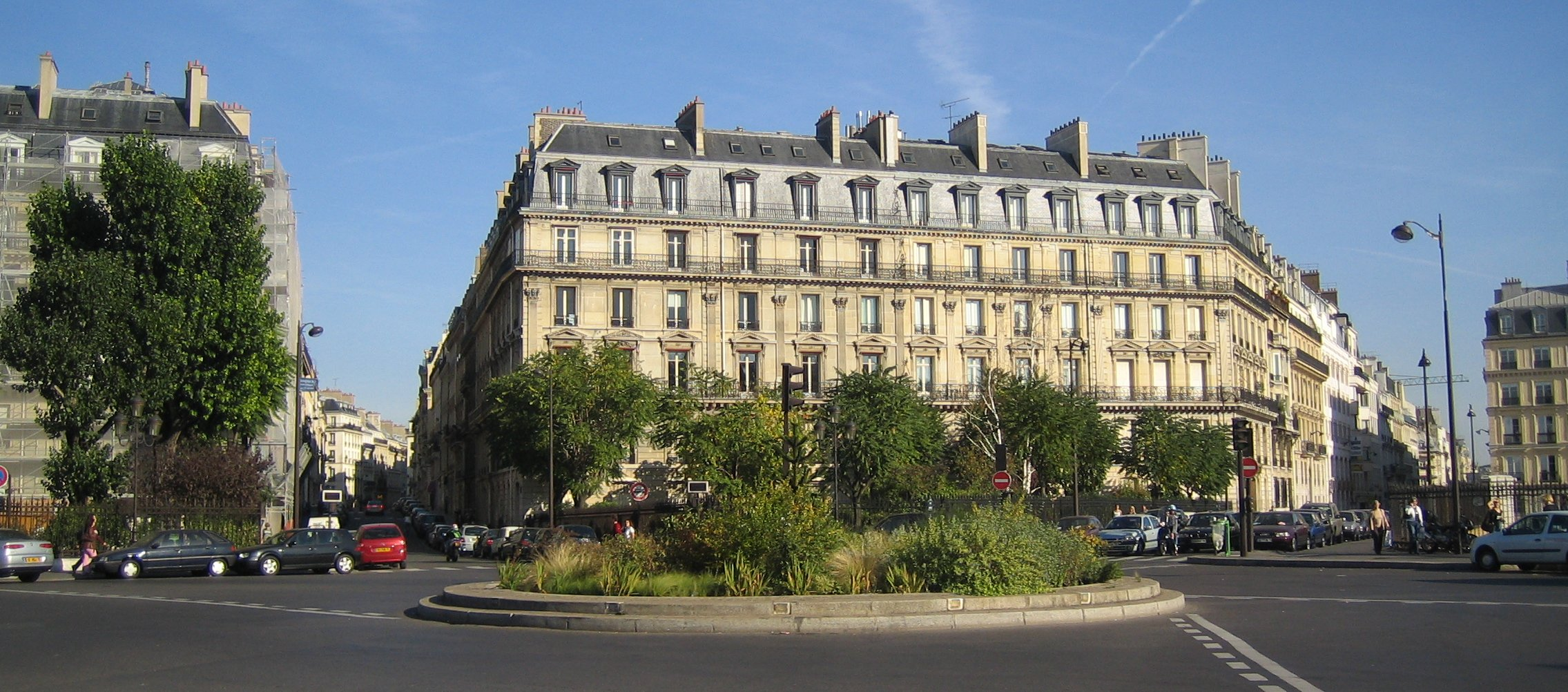
Place de l'Europe

Quartier de l'Europe (Evropská čtvrť ) je 32. administrativní čtvrť v Paříži, která je součástí 8. městského obvodu. Má rozlohu 118,3 ha a ohraničují ji ulice Rue La Boétie, Rue Pépinière a Rue Saint-Lazare na jihu, Rue de Courcelles na západě, Boulevard de Courcelles a Boulevard des Batignolles na severu a Rue d'Amsterdam na východě.
Evropská čtvrť získala své jméno podle náměstí Place de l'Europe (Evropské náměstí).

## Historie
Tuto čtvrť založili švédský bankéř Jonas Hagerman a Sylvain Mignon, zámečník krále Karla X., kteří v roce 1826 zakoupili zdejší rašeliniště a močály a vystavěli zde obytnou čtvrť. Výstavba budov byla dokončena kolem roku 1865. Středem čtvrti se stalo Evropské náměstí (Place de l'Europe), ze kterého vycházely ulice pojmenované po významných evropských městech, později se objevily i mimoevropské názvy.

## Vývoj počtu obyvatel
| Rok sčítání | Počet obyvatel | Hustota zalidnění (ob./km²) |
| ----------- | -------------- | --------------------------- |
| 1954        | 32 811         | 27 735                      |
| 1962        | 31 110         | 26 298                      |
| 1968        | 28 116         | 23 767                      |
| 1975        | 22 850         | 19 315                      |
| 1982        | 20 084         | 16 977                      |
| 1990        | 18 955         | 16 023                      |
| 1999        | 18 606         | 15 728                      |

## Ulice ve čtvrti pojmenované po městech
| - rue d'Amsterdam - rue d'Athènes - rue de Berne - rue de Bruxelles - rue de Budapest - rue de Bucarest - rue de Constantinople - rue de Copenhague | - rue d'Édimbourg - rue de Florence - rue de Liège (dříve rue de Berlin) - rue de Lisbonne - rue de Londres - rue de Madrid - rue de Milan - rue de Messine - rue de Moscou | - rue de Naples - rue de Rome - rue de Parme - rue de Saint-Pétersbourg - rue de Stockholm - rue de Téhéran - rue de Turin - rue de Vienne |